# Paracladopelma alphaeus
Paracladopelma alphaeus är en tvåvingeart som först beskrevs av James E. Sublette 1960.  Paracladopelma alphaeus ingår i släktet Paracladopelma och familjen fjädermyggor.
Artens utbredningsområde är Kalifornien. Inga underarter finns listade i Catalogue of Life.